# Писък
„Писък“ (на английски: Scream) е американски слашър филм на ужасите от 1996 г. Премиерата му е на филмовия фестивал в Лос Анджелис на 18 декември 1996 г.

## Сюжет
Внимание:  Текстът по-долу разкрива сюжета на произведението (или части от него)!
Сидни Прескот е нападната от Гоустфейс, по време на годишнината от убийството на майка ѝ.

## Актьорски състав
- Нийв Кембъл – Сидни Прескот
- Дейвид Аркет – Дуайт 'Дюи' Райли
- Кортни Кокс – Гейл Уедърс
- Матю Лилард – Стю Макър
- Роуз Макгоуън – Тейтъм Райли
- Дрю Баримор – Кейси
- Скийт Улрих - Били Лумис
- Джейми Кенеди - Ранди Мийкс